# Martin Freeman
Martin John Christopher Freeman, född 8 september 1971 i Aldershot, Hampshire, är en brittisk skådespelare och komiker.
I BBC-serien The Office spelade han Tim Canterbury, för vilken han vid två tillfällen nominerades till pris. I filmatiseringen av Liftarens guide till galaxen hade han huvudrollen som Arthur Dent. Han spelar rollen som Dr. John Watson i BBC-serien Sherlock. Freeman spelade rollen som Bilbo Bagger i Peter Jacksons filmtrilogi Hobbit och som Lester Nygaard i TV-serien Fargo.

## Bakgrund
Martin Freeman föddes i Aldershot som det yngsta av fem barn. Hans föräldrar sjöofficeren Geoffrey Freeman och Philomena (Norris) separerade när Freeman var barn och han bodde med sin far till tio års ålder då fadern dog av en hjärtattack. Freeman växte upp i en katolsk familj och även om hans familj inte var sträng i sina religiösa seder hade religionen ett stort inflytande på honom. Han var skolad i en katolsk skola innan han gick på Brooklands College för att studera media.
Freeman deltog i en ungdomsteatergrupp vid 15 års ålder, men det var inte förrän han var 17 år som hans tilltro till sitt skådespeleri ledde till beslutet att fullfölja en teaterkarriär.
Mellan år 2000 och 2016 levde han med skådespelerskan Amanda Abbington, som han träffade under inspelningen av Channel 4s Men Only.  Tillsammans har paret en son och dotter.

## Filmografi (i urval)
| År        | Titel                          | Roll                     | Noteringar            |
| --------- | ------------------------------ | ------------------------ | --------------------- |
| 2001-2003 | The Office                     | Tim Canterbury           | TV-serie              |
| 2002      | Ali G Indahouse                | Ricky C                  |                       |
| 2003      | Love Actually                  | John                     |                       |
| 2004      | Shaun of the Dead              | Declan                   |                       |
| 2005      | Liftarens guide till galaxen   | Arthur Dent              |                       |
| 2006      | Breaking and Entering          | Sandy Hoffman            |                       |
| 2007      | Hot Fuzz                       | Met Sergeant             |                       |
| 2007      | The Good Night                 | Gary Shaller             |                       |
| 2009      | Wild target                    | Hector Dixon             |                       |
| 2010-2017 | Sherlock                       | Dr. John Watson          | TV-serie              |
| 2011      | What's Your Number?            | Simon                    |                       |
| 2012      | Piraterna!                     | Pirat med halsduk        | Röst                  |
| 2012      | Hobbit: En oväntad resa        | Bilbo Bagger             |                       |
| 2013      | The World's End                | Oliver Chamberlain       |                       |
| 2013      | Hobbit: Smaugs ödemark         | Bilbo Bagger             |                       |
| 2014      | Hobbit: Femhäraslaget          | Bilbo Bagger             |                       |
| 2014-2015 | Fargo                          | Lester Nygaard/Berättare | TV-serie              |
| 2015      | The Eichmann Show              | Milton Fruchtman         | TV-film               |
| 2016      | Whiskey Tango Foxtrot          | Iain MacKelpie           |                       |
| 2016      | Captain America: Civil War     | Everett K. Ross          |                       |
| 2017      | Carnage: Swallowing the Past   | Jeff                     | TV-film               |
| 2017      | Cargo                          | Andy                     |                       |
| 2018      | Black Panther                  | Everett K. Ross          |                       |
| 2018      | Ghost Stories                  | Mike Priddle             |                       |
| 2020-2023 | Breeders                       | Paul Worsley             | TV-serie (även manus) |
| 2021      | DuckTales                      | Poe De Spell             | Röst                  |
| 2022      | Black Panther: Wakanda Forever | Everett K. Ross          |                       |